# Хоссейн, Сара
Сара Хоссейн — юрист из Бангладеш. Она адвокат Верховного суда Бангладеш и почётный исполнительный директор Бангладешского фонда юридической помощи и услуг (BLAST), крупного поставщика юридической помощи. Она была в авангарде защиты прав женщин в судах Бангладеш и сыграла ключевую роль в разработке юридических реформ для защиты женщин. Хоссейн была адвокатом истца в знаковом деле «Национальная ассоциация женщин-юристов Бангладеш» против Бангладеш, в котором Верховный суд поддержал судебную практику ссылки на международное право прав человека в отсутствие внутреннего законодательства. Хоссейн известна своей ролью в борьбе с насилием в фетвах (когда издается фетва, предусматривающая наказание женщин и девочек). Вместе с Линн Уэлчман она редактировала книгу «„Честь“: преступления, парадигмы и насилие против женщин» .
В 2016 году госсекретарь США наградил Хоссейн Международной женской премией за отвагу.

## Ранняя жизнь и семья
Сара Хоссейн — старшая дочь государственного деятеля Камаля Хоссейна и правозащитницы Хамиды Хоссейн. По отцу семья связана с бенгальской мусульманской семьёй заминдаров из Шайестабада в Барисале, которая утверждает, что происходит от Али, четвёртого халифа ислама. Семья её матери родом из Синда, Пакистан.

## Образование и работа
В 1988 году Хоссейн получила степень бакалавра искусств и магистра права (юриспруденция) в колледже Уодхэм в Оксфорде. Затем её вызвали в коллегию адвокатов в Миддл Темпл. Она поступила в отделение Верховного суда Верховного суда Бангладеш в 1992 году и перешла в апелляционное отделение в 2008 году. Хоссейн работала юристом в INTERIGHTS в отделении Южной Азии с 1997 по 2003 год. Она участвовала в поддержке судебных процессов по правам человека в национальных и международных судах, включая Европейский суд по правам человека, Межамериканскую комиссию по правам человека и Комитет по правам человека по вопросам использования международного и сравнительного права прав человека. Она также работала над межстрановым исследованием преступлений чести вместе с Центром исламского и ближневосточного права при SOAS. В настоящее время Хоссейн партнёр юридической фирмы Dr. Kamal Hossain and Associates.
В июле 2018 года Совет ООН по правам человека назначил Хоссейн сопредседателем (наряду с Дэвидом Крейном и Каари Бетти Мурунги) комиссии по расследованию убийства по меньшей мере 140 палестинцев израильской армией в составе трех человек. В 2022 году она была назначена главой миссии ООН по установлению фактов насилия в отношении женщин во время протестов в Иране в 2022 году.

## Организации
Помимо BLAST, Хоссейн входит в исполнительный комитет базирующейся в Дакке правозащитной организации Ain o Salish Kendra. Ранее она была членом правления Женского фонда Южной Азии (SAWF). Хоссейн также работала комиссаром Международной комиссии юристов (МКЮ). В настоящее время она член Комитета по правам человека Ассоциации международного права (ILA) и Консультативного комитета Международной женской коалиции за гендерную справедливость (WICG). Хоссейн — известная фигура на международной арене в области прав человека.

## Награды и достижения
В 2016 году госсекретарь США Джон Керри наградил Хоссейн Международной женской премией за отвагу за «расширение прав и возможностей женщин и девочек и за предоставление права голоса тем, кто лишен права голоса в Бангладеш, посредством вашей неустанной юридической защиты». Хоссейн также была названа «Молодым мировым лидером» на Всемирном экономическом форуме в 2008 году и «стипендиатом Азии 21» Азиатского общества в Нью-Йорке в 2007 году. В 2005 году она получила премию Anannya Top Ten Awards, а также Юридическую премию по правам человека от Комитета юристов по правам человека (современного Human Rights First).

## Личная жизнь
Сара замужем за британским правозащитником Дэвидом Бергманом, который работает журналистом-расследователем и известен своими репортажами о военных преступлениях, совершенных во время войны за независимость Бангладеш.

## Публикации

### Книги и отчеты
- Handbook on Legal Remedies for Forced Marriage (2014)
- Bangladesh UPR Forum’s Submission to the Human Rights Council[18] (2009)
- Human Rights in Bangladesh (2006-08)
- 'Honour': Crimes, Paradigms and Violence Against Women. — Zed Books, 2005. — ISBN 978-1-84277-627-8.
- Rights in Search of Remedies: Public Interest Litigation in South Asia[19] with Shahdeen Malik and Bushra Musa (1996)
- The Chittagong Hill Tracts, Bangladesh: On the Difficult Road to Peace (2003)

### Статьи
- ‘Wayward Girls and Well Wisher Parents: Habeas Corpus, Women’s Rights and the Bangladesh Courts’, in Forced Marriage (2010)
- ‘Confronting Constitutional Curtailments: Attempts to Rebuild Independence of the Judiciary in Bangladesh’ in Handbook of Politics in South Asia (2010)
- ‘South Asia’ with Iain Byrne in Social Rights Jurisprudence: Emerging Trends in International and Comparative Law (2008)
- 'The Right to Marry' in Men’s Laws, Women’s Lives (2005)
- 'Apostates, Ahmadis and Advocates : Uses and Abuses of Offences against Religion' in Warning Signs of Fundamentalism (2004-5)
- 'Abduction and Forced Marriage: Rights and Remedies in Bangladesh and Pakistan' with Suzanne E. Turner, in International Family Law (2001)
- 'Women’s Reproductive Rights and the Politics of Fundamentalism: A View From Bangladesh' with Sajeda Amin, American University Law Review (1995)
- 'Equality and Personal Laws in South Asia' in Human Rights of Women: National and International Perspectives (1994)